# Politika (associazione)
Politika - Società di Scienza Politica dell'Alto Adige ((DE)  Südtiroler Gesellschaft für Politikwissenschaft) è un'associazione di pubblica utilità e senza fine di lucro, fondata nel 2008 a Bolzano e ivi ubicata che promuove le scienze politiche nonché i politologi e le politologhe in provincia di Bolzano. Essa fa e sostiene la ricerca politologica in Alto Adige-Sudtirolo in una prospettiva nazionale ed internazionale, pubblica delle ricerche politologiche con riferimenti al territorio e incentiva lo studio della politologia.

## Annuario
L'associazione pubblica un annuario trilingue, dal titolo Südtiroler Jahrbuch für Politik - Annuario di politica dell'Alto Adige - Anuar de politica dl Südtirol, per i tipi di Edition Raetia di Bolzano, che offre contributi di scienza politica comparata su tutta l'area dell'Euregio Tirolo-Alto Adige-Trentino.

## Personalità politica dell'anno
La Società di Scienza Politica dell'Alto Adige, a scadenza irregolare, individua una personalità che per il suo operato si è particolarmente distinta nell’ambito della politica. La “Personalità politica dell’anno” (PPA) viene presentata nell’annuario Politika e premiata pubblicamente. Finora sono stati insigniti del premio:
- 2008: Monika Hauser
- 2009: Stephan Lausch
- 2010: Guido Bocher
- 2012: Franz Thaler
- 2017: Hannes Obermair
- 2018: Lidia Menapace
- 2019: Fridays for Future South Tyrol
- 2020: la/il volontaria/o
- 2021: Kollektiv Frauenmarsch
- 2022: Christoph Franceschini